# Ultim'Emotion 2
Pour les articles homonymes, voir Prince de Bretagne (homonymie).
Le maxi-trimaran Ultim'Emotion 2 est un voilier trimaran de 80 pieds conçu pour la course au large.
Mis à l'eau en juillet 2002 sous les couleurs de Sodebo dans la classe des 60 pieds ORMA, il subit un lourd chantier en 2011 pour rejoindre les 80 pieds de la classe Ultime sous le nom de Prince de Bretagne. À partir de 2019, il porte les couleurs d'Ultim'Emotion 2.

## Historique

### Sodebo
Le trimaran de 60 pieds classe ORMA est mis l'eau en juillet 2002 sous le nom de Sodebo,.
Pour sa première transatlantique, le multicoque skippé par Thomas Coville prend le départ de la Route du Rhum. Peu de temps après le départ, alors qu'il navigue à la première place de la flotte, le navire est contraint à l'abandon à la suite d'une avarie de l'un des bras de liaison,.
En 2003, le voilier prend le départ de la Transat Jacques Vabre entre les mains de Thomas Coville et Jacques Vincent. Le duo arrive à la septième place à Salvador de Bahia.
En 2005, le trimaran établit le premier temps de référence du Record SNSM, et bat également le record Miami-New York en solitaire. En fin d'année, le multicoque participe à la Route du Café avec les mêmes skippers que lors de l'édition précédente. L'équipage est contraint d'abandonner à la suite de la perte d'un flotteur du trimaran et à son démâtage. Le voilier est remorqué par un chalutier jusqu'au port du Rosemur, puis remorqué par une vedette jusqu'à La Trinité-sur-Mer pour être réparé. Le flotteur perdu est retrouvé sur une plage de Galice, le foil en bon état est récupéré par l'équipe technique.
En 2006, le multicoque rénové bat les records SNSM entre Saint-Nazaire et Saint-Malo et de Cowes-Dinard. En fin d'année, pour sa dernière courses sous ses couleurs et sous sa taille actuelle, le voilier décroche la troisième place de la Route du Rhum.

### Prince de Bretagne
Le voilier change de propriétaire et rejoint le chantier Multiplast pour servir de base au nouveau Maxi80 Prince de Bretagne. Seuls les bras de l'ancien Sodebo sont conservés pour concevoir ce nouveau bateau. C'est l'architecte VPLP qui réalise les plans.
Le trimaran sous sa nouvelle forme (avec sa nouvelle coque de 80 pieds et ses nouveaux flotteurs) est mis à l'eau en octobre 2012 à Vannes. Il est baptisé en avril 2013 à Roscoff en présence de son parrain Jean Imbert. Lors de son baptême, un incident symbolique vient perturber les festivités : la bouteille de champagne qui est tenue à une tyrolienne ne se brise pas. Il faut alors la briser à bout de bras sur la coque du trimaran. Son port d'attache se situe à Lorient La Base.
Après une troisième place lors du Tour de Belle-Île, l'aventure au large débute avec la Route des Princes. Lionel Lemonchois et son équipage coupent la ligne d'arrivée à la deuxième place, derrière le MOD70 Oman Air-Musandam.
Le 27 janvier 2014, Lionel Lemonchois tente de battre le temps de référence sur la Mauricienne. Le record à battre est alors détenu depuis 2009 par Francis Joyon à bord du maxi-trimaran IDEC. A l'orée de son onzième jour de navigation, le voilier chavire et Lionel Lemonchois active sa balise de détresse. Le skipper attend les secours durant dix longues journées à bord de son trimaran retourné. Il faut ensuite cinq jours supplémentaires au remorqueur pour atteindre Rio de Janeiro avec la carcasse du trimaran Prince de Bretagne. Deux mois de travaux sont ensuite nécessaires pour remettre le trimaran en état de naviguer.
Après sa remise à l'eau, le multicoque remporte l'Artemis Challenge et le Tour de l'île de Wight. En fin d'année, le navire décroche la quatrième place de la Route du Rhum. L'année suivante, le trimaran subit un chantier d'une durée de six mois.
Le 26 octobre 2015, au lendemain du départ de la Transat Jacques Vabre 2015, le trimaran chavire alors que le binôme Lionel Lemonchois - Roland Jourdain traverse une importante dépression au niveau du Cap Finisterre. L'équipage est hélitreuillé le lendemain par un hélicoptère espagnol. Le remorquage du navire en direction de Lorient commence le 2 novembre 2015 à une vitesse de 3 nœuds.
Le voilier passe par un lourd chantier hivernal afin de pouvoir prendre part à la saison 2016,.
Le navire passe une bonne partie de l'année 2017 dans son hangar à Lorient.
Le 16 novembre 2017, à l'approche de l'arrivée de la Transat Jacques-Vabre 2017, le trimaran démate. Le bateau est ensuite remorqué jusqu'à Salvador de Bahia.
En 2018, Prince de Bretagne annonce se retirer du monde de la voile et met en ventre le trimaran. Quelques semaines plus tard, l'Ultime est sorti de l'eau sur le chantier Nautymor à Hennebont. Son mât coupé en deux est alors entreposé au même endroit.

### Ultim'Émotion 2
Le trimaran est racheté en novembre 2019 par la société Grand Large Émotion, qui entreprend un chantier de remise en état. Il s'agit alors du troisième trimaran de l'écurie, après le classe ORMA Emotion et l'Ultim'Emotion. Le bateau est rebaptisé Ultim'Émotion 2. 
Moins de deux mois plus tard, il prend le départ de la course transatlantique Cap2Rio, pour le projet sud-africain Love Water. L'équipage s'impose devant le MOD70 Maserati de Giovanni Soldini. Il décroche par la même occasion le record mondial de vitesse de la traversée Cape Town – Rio de Janeiro en voilier, après 07 jours, 20 heures, 24 minutes et 02 secondes de navigation.
Le trimaran enchaîne ensuite avec un grand nombre de courses du circuit RORC sous la configuration « race-charter » : Caribbean600, Middle Sea Race, Fastnet Race, Transatlantic Race... Il est également aperçu lors de navigations à Port-la-Forêt, Le Havre, Saint-Tropez, Sète, Pointe-à-Pitre et Nieuwpoort.
En juin 2022, alors qu'il est en tête de la Newport-Bermuda Race, le multicoque est victime d'une avarie à un bras de liaison, qui entraîne la perte du mât. A l'été 2023, Ultim'Émotion2 est convoyé de Bristol à Fort Pierce en vue de son entrée en chantier.

## Palmarès

### 2002-2006:Sodebo
- 2003 :
  - 5e du Grand Prix de Lorient[41]

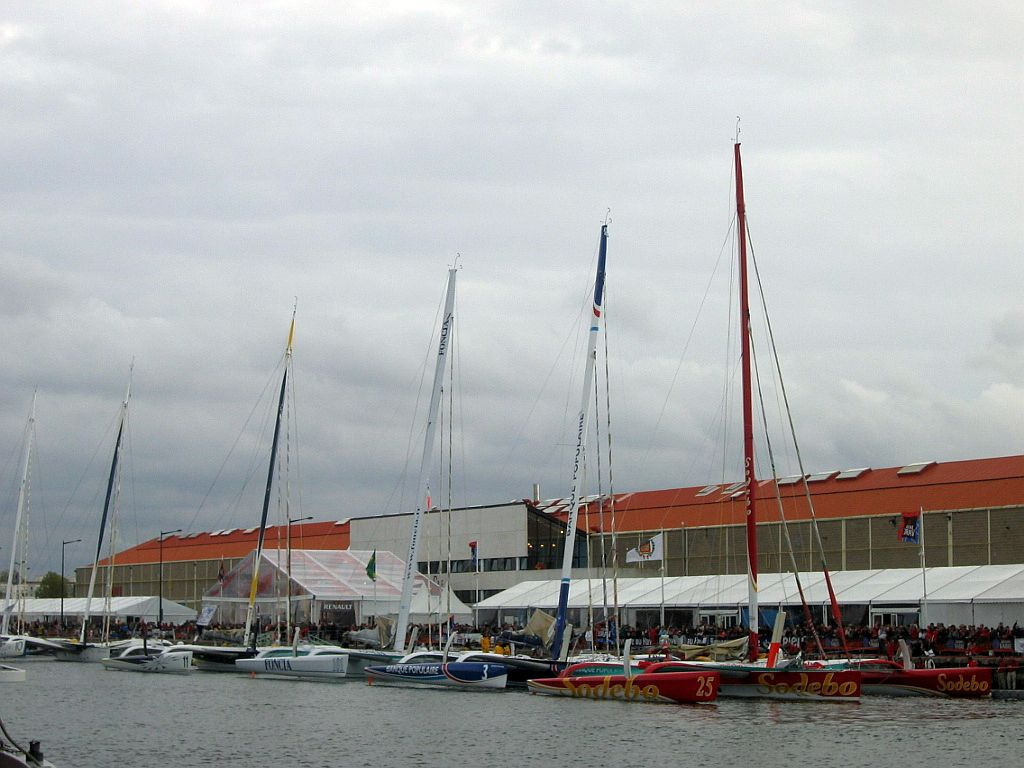
Le trimaran Sodebo à quai dans le port du Havre pendant la Transat Jacques Vabre 2005.

  - 5e du Challenge Mondial Assistance[42]
  - 5e du Grand Prix de Marseille[43]
- 2004 :
  - 2e de la Transat anglaise[44]
  - 4e de la Transat Québec-Saint-Malo[45]
  - 8e du Grand Prix du port de Fécamp[46]
- 2005 :
  - Record SNSM
  - Record Miami-New York
- 2006 :
  - Record SNSM
  - Record Cowes-Dinard
  - 3e de la Route du Rhum

### 2011-2017:Prince de Bretagne

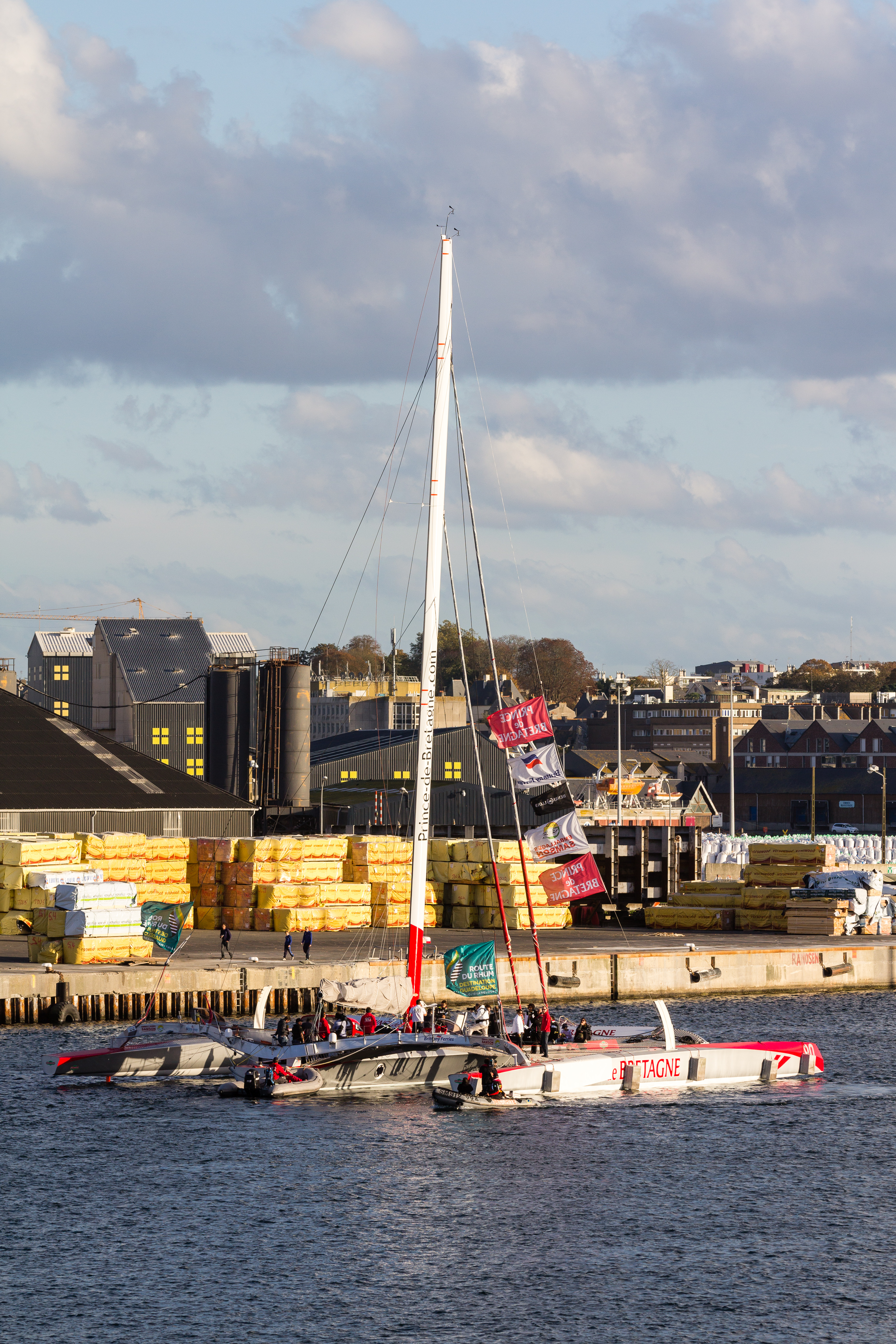
Prince de Bretagne vu à Saint-Malo durant la Route du Rhum 2014.

- 2013 :
  - 3e du Tour de Belle-Île[47]
  - 2e de la Route des Princes
- 2014 :
  - 1er de l'Artemis Challenge
  - 1er du Tour de l'île de Wight
  - 4e de la Route du Rhum
- 2015 :
  - 3e de l'Artemis Challenge[48]
  - 3e de la Rolex Fastnet Race [49]
- 2016 :
  - 2e du Record SNSM[50]

### Depuis 2020:Ultim'Emotion 2
- 2020 :
  - 1er de Cap2Rio[51]
  - 7e de la RORC Caribbean 600[52]
  - 4e de la St. Maarten Heineken Regatta[53]
  - 3e de la Rolex Middle Sea Race[54]
- 2021 :
  - 4e de la Rolex Fastnet Race[55]
  - 4e de la Rolex Middle Sea Race[56]
- 2022 : 
  - 5e de la RORC Transatlantic Race[57]
  - 4e de la RORC Caribbean 600[58]